# 9780 Bandersnatch
A 9780 Bandersnatch (ideiglenes jelöléssel 1994 SB) a Naprendszer kisbolygóövében található aszteroida. Yoshisada Shimizu és Urata Takesi fedezte fel 1994. szeptember 25-én.